# 江南社區
江南社區隸屬於浙江省湖州市南潯鎮，管轄範圍東起嘉業路河西，西至萬順路，南以同心路為界，北至長湖申線，總面積約為0.57平方公里。現常住居民2741戶，常住人口8386人，戶籍人口占總人口的28.2％，轄有127幢居民住宅群樓，百戶以上規模可封閉小區4個（羅馬花園、同心花園、振潯小區、船牌新村），居民小組36個。社區居委會位於南潯鎮振潯路537號。

## 外部連結
- 湖州市南潯鎮江南社區[永久]